# Liste der Kulturdenkmäler in Fischbach (bei Idar-Oberstein)
In der Liste der Kulturdenkmäler in Fischbach sind alle Kulturdenkmäler der rheinland-pfälzischen Ortsgemeinde Fischbach aufgeführt. Grundlage ist die Denkmalliste des Landes Rheinland-Pfalz (Stand: 12. Juni 2023).

## Einzeldenkmäler
| Bezeichnung              | Lage                | Baujahr                  | Beschreibung | Bild                           |
| ------------------------ | ------------------- | ------------------------ | --- | ------------------------------ |
| Fillmannsmühle           | Hauptstraße 47 Lage | 1924                     | dreigeschossiger backsteingegliederter Bruchsteinbau, 1924; mit technischer Ausstattung, Wasserrad von 1910                          | Fotos hochladen                |
| Evangelische Pfarrkirche | Hauptstraße 93 Lage | 1853–55                  | neugotischer Rotsandsteinbau, Westturm, 1853–55, Architekt Meyer, Birkenfeld; mit Ausstattung; in der Vorhalle Grabplatte, nach 1720 | weitere Bilder Fotos hochladen |
| Bergmannshaus            | Lindenplatz 1 Lage  | 16. oder 17. Jahrhundert | ehemaliges Bergmannshaus; Unterstallhaus, Fachwerkgeschoss auf hohem Bruchsteinkeller, wohl aus dem 16. oder 17. Jahrhundert         | Fotos hochladen                |